# Sergio Sebastiani
Sergio Sebastiani (11 tháng 4 năm 1931  –  16 tháng 1 năm 2024) là một Hồng y người Italia của Giáo hội Công giáo Rôma. Ông hiện đảm nhận vai trò Hồng y Đẳng Linh mục Nhà thờ S. Eustachio. Ông từng đảm nhiệm vai trò Chủ tịch Văn phòng các Vấn đề Kinh tế Tòa Thánh trong vòng hơn 10 năm, từ năm 1997 đến khi hồi hưu năm 2008.
Vốn là một thành viên ngoại giao đoàn Tòa Thánh, hồng y Sebastiani từng đảm nhận rất nhiều các vai trò, vị trí khác nhau trong ngành ngoai giao và sau này là tại giáo triều, cụ thể, ông đảm nhận các vai trò: Quyền Sứ thần Tòa Thánh tại Madagascar và Mauritius (1976–1985), Sứ thần Tòa Thánh tại Thổ Nhĩ Kỳ (1985–1994), Tổng Thư ký Uỷ ban Chuẩn bị Năm Thánh 2000 (1994–1997), Chủ tịch Peregrinatio ad Petri Sedem (1996–1997). Ông được vinh thăng Hồng y ngày 21 tháng 2 năm 2001, bởi Giáo hoàng Gioan Phaolô II.

## Tiểu sử
Hồng y Sergio Sebastiani sinh ngày 11 tháng 4 năm 1931, tại Montemonaco, Italia. Sau quá trình tu học dài hạn tại các cơ sở chủng viện theo quy định của Giáo luật, ngày 15 tháng 7 năm 1956, Phó tế Sebastiani, 25 tuổi, tiến đến việc được truyền chức linh mục. Cử hành nghi thức truyền chức cho tân linh mục là Tổng giám mục Norberto Perini, Tổng giám mục đô thành Tổng giáo phận Fermo.
Sau hơn 20 năm thi hành các công việc mục vụ với thẩm quyền và cương vị của một linh mục, ngày 27 tháng 9 năm 1976, Tòa Thánh loan tin Giáo hoàng đã quyết định tuyển chọn linh mục Sergio Sebastiani, 45 tuổi, gia nhập Giám mục đoàn Công giáo Hoàn vũ, với vị trí được bổ nhiệm vào vị trí Tổng giám mục Hiệu tòa Caesarea in Mauretania, chức vụ Quyền Sứ thần Tòa Thánh tại Madagascar và Mauritius. Lễ tấn phong cho vị giám mục tân cử được tổ chức sau đó vào ngày 30 tháng 10 cùng năm, với phần nghi thức chính yếu được cử hành cách trọng thể bởi 3 giáo sĩ cấp cao, gồm chủ phong là Hồng y Jean–Marie Villot, Quốc vụ khanh Tòa Thánh, Nhiếp chính Giáo hội Công giáo Rôma; hai vị giáo sĩ còn lại, với vai trò phụ phong, gồm có Tổng giám mục Duraisamy Simon Lourdusamy, Tổng Thư ký Thánh bộ Rao giảng Phúc Âm cho các Dân tộc và Tổng giám mục Cleto Bellucci, Tổng giám mục đô thành Fermo.
Sau 9 năm thực hiện các công việc mục vụ trên vai trò của Quyền Sứ thần Tòa Thánh tại các quốc gia Châu Phi, Tòa Thánh quyết định thuyên chuyển Tổng giám mục Sebastiani làm Sứ thần Tòa Thánh tại Thổ Nhĩ Kỳ. Tin bổ nhiệm Tổng giám mục Sebastiani vào vị trí mới được Tòa Thánh công bố cách rộng rãi vào ngày 8 tháng 1 năm 1985.
Lại sau một khoảng thời gian 9 năm đảm nhiệm vai trò của Sứ thần Tòa Thánh tại Thổ Nhĩ Kỳ, Tòa Thánh quyết định thuyên chuyển Tổng giám mục Sergio Sebastiani về công tác tại Giáo triều Rôma, cụ thể bổ nhiệm Tổng giám mục này đảm nhiệm vai trò Tổng Thư ký Uỷ ban Chuẩn bị Năm Thánh 2000. Thông cáo bổ nhiệm chức vụ mới này được Tòa Thánh công bố cách rộng rãi vào ngày 15 tháng 11 năm 1994. Từ năm 1996, ông kiêm nhiệm thêm vai trò Chủ tịch Peregrinatio ad Petri Sedem.
Ngày 3 tháng 11 năm 1997, Tòa Thánh thuyên chuyển Tổng giám mục Sebastiani đến nhiệm sở mới với việc bổ nhiệm ông giữ vị trí Chủ tịch Văn phòng các Vấn đề Kinh tế Tòa Thánh.
Bằng việc cử hành Công nghị Hồng y năm 2001 vào ngày 21 tháng 2, Giáo hoàng Gioan Phaolô II đã vinh thăng Tổng giám mục Sergio Sebastiani tước vị danh dự Hồng y. Tân Hồng y thuộc phẩm trật Hồng y Đẳng Phó tế và Nhà thờ hiệu tòa được chỉ định là Nhà thờ Sant'Eustachio. Ông đã đến cử hành các nghi thức nhận nhà thờ Hiệu tòa của mình vào ngày 29 tháng 4 năm 2001.
Ngày 12 tháng 8 năm 2008, Tòa Thánh chấp thuận đơn xin từ nhiệm của Hồng y Sergio Sebastiani vì lý do tuổi tác theo Giáo luật. Ngày 21 tháng 2 năm 2011, ông được thăng Đẳng Hồng y Linh mục.
Ông qua đời ở tuổi 92 vào ngày 16 tháng 1 năm 2024 tại Rome.